# 1194

## Události
- změna toku Žluté řeky
- Richard I. Lví srdce propuštěn ze zajetí Jindřicha VI.

## Narození
- 16. července – Svatá Klára, italská řeholnice, zakladatelka řádu chudých paní od sv. Damiana v Assisi, nazývaných podle ní klarisky († 1253)
- 26. prosince – Fridrich II. Štaufský, císař Svaté říše římské († 13. prosince 1250)
- ? – Nachmanides, katalánský rabín, filosof, lékař, kabalista a komentátor Tanachu († 1270)
- ? – Lý Huệ Tông, vietnamský císař († 1226)
- ? – Humbert z Romans, pátý generál dominikánského řádu († 14. července 1277)

## Úmrtí
Česko
- ? – Vítek I. z Prčice, zakladatel rodu Vítkovců (* ?)

Svět
- 20. února – Tankred I., sicilský a neapolský král (* 1138)
- 5. května – Kazimír II. Spravedlivý, polský kníže-senior, kníže sandoměřský, mazovský, kališský a hnězdenský z rodu Piastovců (* 1138)
- 28. června – Siao-cung, čínský císař říše Sung (* 27. listopadu 1127)
- 31. prosince – Leopold V. Babenberský, vévoda rakouský a štýrský († 1157)
- prosinec – Raimond V. z Toulouse, hrabě z Toulouse († 1134)
- ? – Guy de Lusignan, francouzský rytíř, jako manžel Sibyly jeruzalémský spolukrál (* 1150)
- ? – Leopold V. Babenberský, vévoda rakouský a štýrský (* 1157)

## Hlavy států
- České knížectví – Jindřich Břetislav
- Svatá říše římská – Jindřich VI. Štaufský
- Papež – Celestýn III.
- Anglické království – Richard I. Lví srdce
- Francouzské království – Filip II. August
- Polské knížectví – Kazimír II. Spravedlivý – Lešek I. Bílý
- Uherské království – Béla III.
- Sicilské království – Tankred I. – Vilém III. – Konstancie Aragonská s Jindřichem I.
- Kastilské království – Alfonso VIII. Kastilský
- Rakouské vévodství – Leopold V. Babenberský/Fridrich I. Babenberský
- Skotské království – Vilém Lev
- Byzantská říše – Izák II. Angelos